# Šáh Gul Džahan
Princezna Šáh Gul Džahan, také známá jako Kubra Džahan Begum, ale běžně nazývaná princezna Kubrah nebo princezna Kobra, byla afghánská princezna.
Narodila se Habibulláh Chánovi (vládl 1901–1919) a jedné z jeho 44 manželek, Sitaře Begum. Byla tedy jednou z 28 nevlastních sester krále Amanulláha Chána (vládl 1919–1929).
Provdala se za Sardara Muhammada Husajna Džana (* 1900), druhého syna Sardara Muhammada Umara Chána.
V roce 1919 nastoupil její nevlastní bratr na trůn a zahájil radikální modernizaci Afghánistánu. Královský harém byl rozpuštěn a jeho otroci propuštěni. Součástí modernizace byla i změna postavení žen. Kubra se aktivně zapojovala do problematiky ženských práv.
V roce 1928 princezna Sahíra Begum Sirádž Ál Banát a její švagrová královna Soraja spoluzaložily ženskou organizaci Andžuman-i Himajat-i-Niswan a princezna Kubrah byla jmenována předsedkyní této organizace.
V roce 1929 byl však její bratr sesazen a vyhoštěn a jeho reformy ve prospěch práv žen byly zrušeny.